# Стура-ді-Демонте
Стура-ді-Демонте (італ. Stura di Demonte, п'єм. Stura 'd Demont; окс. Estura [es'ty:rɔ]; лат. Stura) — річка в Південному П'ємонті у північно-західній частині Італії. Довжина 115 кілометрів, площа водозбірного басейну 1 579  км², середня витрата води 36 м³/с. Притока Танаро.

## Географія
Річка є притокою річки Танаро, яка своєю чергою впадає в річку По. Витік річки — в Альпах, біля кордону з Францією. Вона протікає через міста Демонте і Кунео перед тим, як злитися з Танаро східніше від Кераско.